# Hierarquia militar da Colômbia (Força Aérea)

## Graus e Insígnias
As tabelas a continuação apresentam os graus e insígnias da Força Aérea da Colômbia.

## Oficiais
|                 | Hierarquia e Insignias - Força Aérea da Colômbia - Oficiais | Hierarquia e Insignias - Força Aérea da Colômbia - Oficiais | Hierarquia e Insignias - Força Aérea da Colômbia - Oficiais | Hierarquia e Insignias - Força Aérea da Colômbia - Oficiais | Hierarquia e Insignias - Força Aérea da Colômbia - Oficiais | Hierarquia e Insignias - Força Aérea da Colômbia - Oficiais | Hierarquia e Insignias - Força Aérea da Colômbia - Oficiais | Hierarquia e Insignias - Força Aérea da Colômbia - Oficiais | Hierarquia e Insignias - Força Aérea da Colômbia - Oficiais | Hierarquia e Insignias - Força Aérea da Colômbia - Oficiais | [veja Anexo] |
| --------------- | ----------------------------------------------------------- | ----------------------------------------------------------- | ----------------------------------------------------------- | ----------------------------------------------------------- | ----------------------------------------------------------- | ----------------------------------------------------------- | ----------------------------------------------------------- | ----------------------------------------------------------- | ----------------------------------------------------------- | ----------------------------------------------------------- | ------------ |
| Código OTAN     | OF-10                                                       | OF-9                                                        | OF-8                                                        | OF-7                                                        | OF-6                                                        | OF-5                                                        | OF-4                                                        | OF-3                                                        | OF-2                                                        | OF-1                                                        | OF-1         |
| Colombia        | No Equivalent                                               |                                                             |                                                             |                                                             |                                                             |                                                             |                                                             |                                                             |                                                             |                                                             |              |
| (em castelhano) | -                                                           | General del Aire                                            | Mayor General del Aire                                      | Brigadier General del Aire                                  | Coronel                                                     | Teniente Coronel                                            | Mayor                                                       | Capitán                                                     | Teniente                                                    | Subteniente                                                 |              |
| Abbr.           | -                                                           | GR                                                          | MG                                                          | BG                                                          | CR                                                          | TC                                                          | MY                                                          | CT                                                          | TE                                                          | ST                                                          |              |
| (em português)  | -                                                           | General do Ar                                               | Major_General do Ar                                         | Brigadeiro-General do Ar                                    | Coronel                                                     | Tenente-Coronel                                             | Major                                                       | Capitão                                                     | Tenente                                                     | Segundo-Tenente                                             |              |

## Praças
|                 | Hierarquia e Insignias - Força Aérea da Colômbia - Praças | Hierarquia e Insignias - Força Aérea da Colômbia - Praças | Hierarquia e Insignias - Força Aérea da Colômbia - Praças | Hierarquia e Insignias - Força Aérea da Colômbia - Praças | Hierarquia e Insignias - Força Aérea da Colômbia - Praças | Hierarquia e Insignias - Força Aérea da Colômbia - Praças | Hierarquia e Insignias - Força Aérea da Colômbia - Praças | Hierarquia e Insignias - Força Aérea da Colômbia - Praças | Hierarquia e Insignias - Força Aérea da Colômbia - Praças | [veja Anexo]  |
| --------------- | --------------------------------------------------------- | --------------------------------------------------------- | --------------------------------------------------------- | --------------------------------------------------------- | --------------------------------------------------------- | --------------------------------------------------------- | --------------------------------------------------------- | --------------------------------------------------------- | --------------------------------------------------------- | ------------- |
| Código OTAN     | OR-9                                                      | OR-9                                                      | OR-8                                                      | OR-7                                                      | OR-6                                                      | OR-5                                                      | OR-4                                                      | OR-3                                                      | OR-2                                                      | OR-1          |
| Colombia        |                                                           |                                                           |                                                           |                                                           |                                                           |                                                           |                                                           |                                                           |                                                           | No equivalent |
| (em castelhano) | Técnico Jefe de Comando Conjunto                          | Técnico Jefe de Comando                                   | Técnico Jefe                                              | Técnico Subjefe                                           | Técnico Primero                                           | Técnico Segundo                                           | Técnico Tercero                                           | Técnico Cuarto                                            | Aerotécnico                                               | -             |
| Abbr.           | TJCC                                                      | TJC                                                       | TJ                                                        | TS                                                        | TP                                                        | T2                                                        | T3                                                        | T4                                                        | AT                                                        | -             |
| (em português)  | Suboficial Técnico Chefe de Comando Misto                 | Suboficial Técnico Chefe de Comando                       | Suboficial Técnico Chefe                                  | Técnico Sub-Chefe                                         | Técnico Primeiro                                          | Técnico segundo                                           | Técnico terceiro                                          | Técnico Quarto                                            | AeroTécnico                                               | -             |